# هارالد نيكل
هارالد نيكل (بالألمانية: Harald Nickel)‏ هو لاعب كرة قدم ألماني في مركز الهجوم، ولد في 21 يوليو 1953 في إسبلكامب في ألمانيا، وتوفي في 4 أغسطس 2019 بسبب سرطان. شارك مع منتخب ألمانيا ب لكرة القدم ‏ ومنتخب ألمانيا لكرة القدم. أما مع النوادي، فقد لعب مع آينتراخت براونشفايغ وأرمينيا بيليفيلد وبوروسيا مونشنغلادباخ ورويال يونيون سان خيلويزي وستاندارد لييج ونادي بازل ونادي تورنهاوت ونادي كورتريك.

## وصلات خارجية
- هارالد نيكل على موقع قاعدة بيانات كرة القدم.إي يو (الإنجليزية)
- هارالد نيكل على موقع بيانات كرة القدم. دي إي (الألمانية)
- هارالد نيكل على موقع ناشيونال فوتبول تيمز (الإنجليزية)
- هارالد نيكل على موقع عالم كرة القدم.نت (الإنجليزية)